# Johannes Duiker

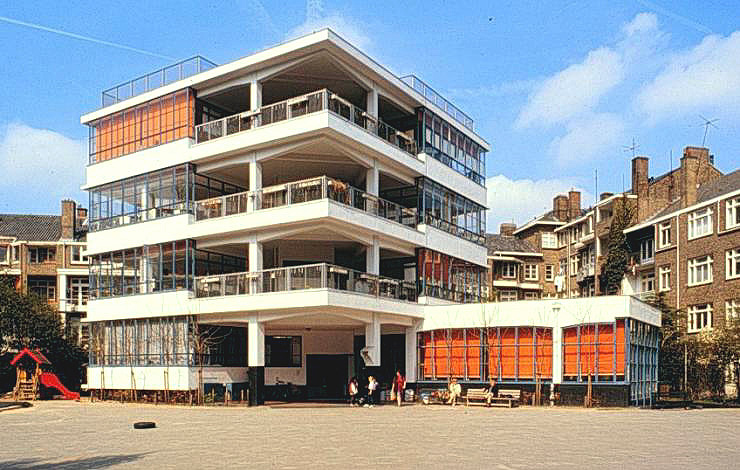
Szkoła na wolnym powietrzu 1927-1930

Johannes Duiker (ur. 1 marca 1890 w Hadze, zm. 23 lutego 1935 w Amsterdamie) – holenderski architekt.
W 1913 ukończył studia na Uniwersytecie Technicznym w Delfcie. W latach 1913–1935 współpracował z B. Bijovertem, 1919–21 zbudował wiele budynków w Hadze, wykorzystując do tego tradycyjne, lokalne materiały. W jego twórczości z lat 20. widoczne były wpływy Wrighta i stylu międzynarodowego. Ważniejszymi jego projektami były: szkoła handlowa w Scheveningen (1921), dom w Aalsmeer (1924–1925), pralnia w Diemen (1924–1925), sanatorium Zonnenstraal w Hilversum (1926–1928), kino Cineac i dom towarowy Winter w Amsterdamie (1934) oraz hotel Gooiland w Hilversum (1934). Wydawał pismo „De 8 en Opbouw”, które propagowało funkcjonalizm w architekturze.